# 光之宇宙人
光之宇宙人（捷克語：Vesmírní lidé sil světla）是捷克和斯洛伐克的一种不明飞行物宗教，该宗教成立于1990年代，以教主为依沃·本达（Ivo A. Benda）为中心。他们的信仰体系是基于对外星文明的存在，自1997年10月以来，他们通过心灵感应与本达和其他接触者交流，后来甚至通过直接的个人接触进行交流。目前为止，该新兴宗教被认为是捷克最具特色的不明飞行物宗教之一。
光之宇宙人被捷克政府视为邪教，但捷克政府并未取缔它。